# Pictilabrus
A Pictilabrus a sugarasúszójú halak (Actinopterygii) osztályába a sügéralakúak (Perciformes) rendjébe és az ajakoshalfélék családjába tartozó nem.

## Rendszerezés
A nembe az alábbi 3 faj tartozik:
- Pictilabrus brauni
- Pictilabrus laticlavius
- Pictilabrus viridis